# Бересфорд, Генри, 6-й маркиз Уотерфорд
Генри де ла Поэр Бересфорд, 6-й маркиз Уотерфорд (англ. Henry de La Poer Beresford, 6th Marquess of Waterfordd; 28 апреля 1875 — 1 декабря 1911) — англо-ирландский аристократ и военный, он был известен как граф Тирон с 1875 по 1885 год.

## Биография
Родился 28 апреля 1875 года. Единственный сын Джона Генри де ла Поэра Бересфорда, 5-го маркиза Уотерфорда (1844—1895), и леди Бланш Элизабет Аделаиде Сомерсет (ок. 1854—1897), дочери 8-го герцога Бофорта.
Лорд Тирон получил образование в Итонском колледже и служил в 4-м батальоне Вустерширского полка, прежде чем стать маркизом Уотерфордом 23 октября 1895 года после смерти своего отца в результате самоубийства. Когда лорд Уотерфорд достиг совершеннолетия в 1896 году, семьсот приглашенных гостей, включая герцога Бофорта, присутствовали на торжествах в фамильном поместье Каррагмор.
21 мая 1901 года он был назначен заместителем лейтенанта Нортумберленда, а 15 марта 1902 года был награждён орденом Святого Патрика.
10 февраля 1902 года он был назначен подполковником, командующим имперским йоменским полком Южной Ирландии. В следующем месяце он был прикомандирован к 37-му батальону имперских йоменов с временным званием капитана в армии. Батальон был создан для обеспечения солдат для Второй англо-бурской войны и в конце мая 1902 года отбыл в Южную Африку, прибыв в Кейптаун в следующем месяце. Однако, пока они были в море, было объявлено о мире, и лорд Уотерфорд вскоре вернулся домой, подав в отставку со своего поста в имперском йоменстве 25 августа 1902 года.

## Семья

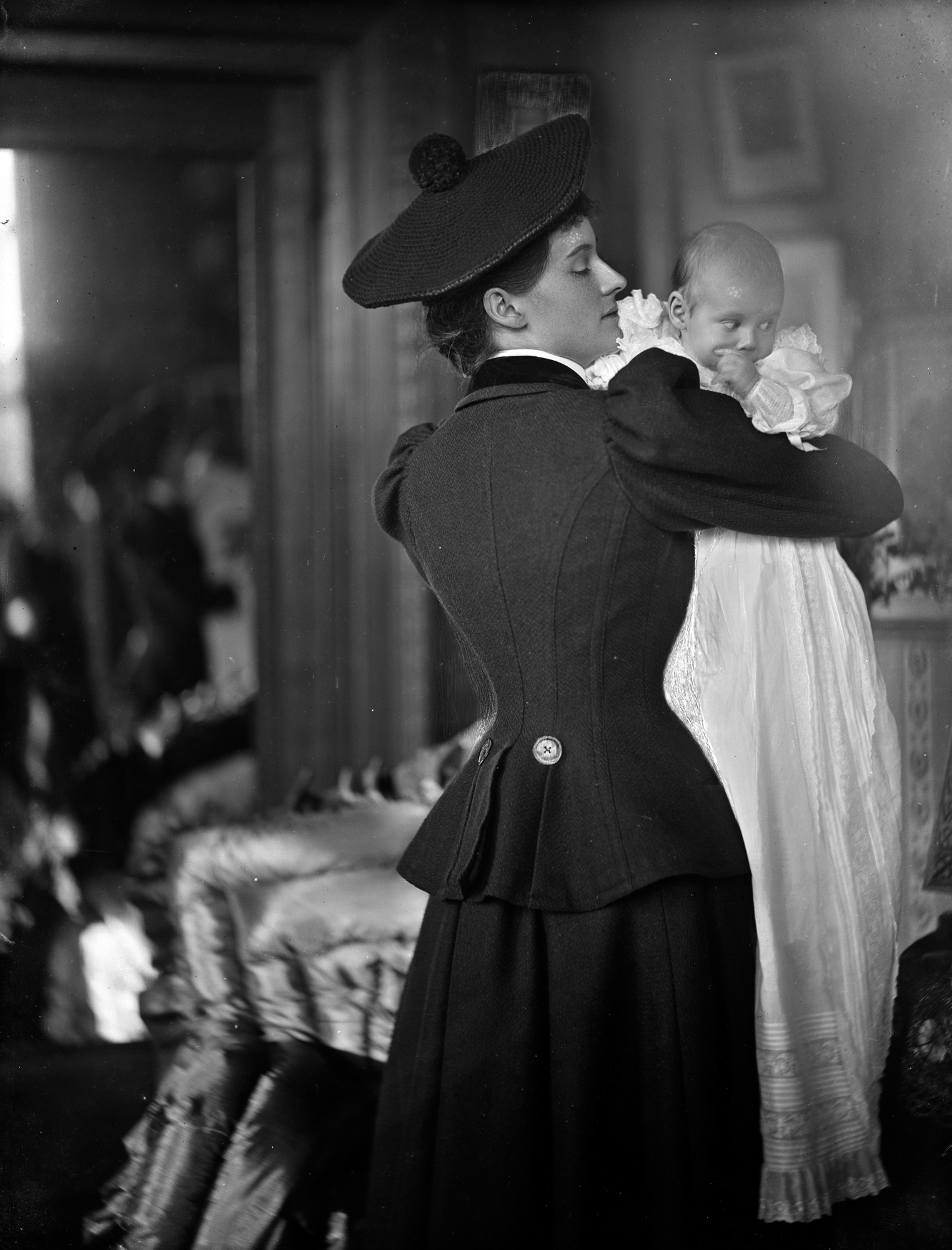
Леди Уотерфорд со своей старшей дочерью Бланш

16 октября 1897 года маркиз Уотерфорд женился на леди Беатрикс Фрэнсис Петти-Фитцморис (25 марта 1877 — 5 августа 1953), дочери Генри Чарльза Кейта Петти-Фицмориса, 5-го маркиза Лансдауна, и леди Мод Эвелин Гамильтон. У супругов было шестеро детей:
- Леди Бланш Мод Бересфорд[англ.] (1898 — 29 сентября 1940), которая в 1927 году вышла замуж за майора Ришара Дезире Жируара (1905—1989), от которого у неё было трое детей
- Леди Кэтрин Нора Бересфорд (1899—1991), которая в 1926 году вышла замуж за своего двоюродного брата, генерал-майора сэра Дэвида Дауни (1903—1971), от брака с которым у неё было четверо детей
- Джон Чарльз де Ла Поэр Бересфорд, 7-й маркиз Уотерфорд (6 января 1901 — 25 сентября 1934), старший сын и преемник отца
- Леди Беатрикс Патрисия Бересфорд (1902 — ?), которая в 1926 году вышла замуж за Линдена Миллера (? — 1973), двое детей
- Лорд Уильям Бересфорд (30 мая 1905 — 24 ноября 1973), который в 1945 году женился на Рэйчел Пейдж, от брака с которой у него было двое детей
- Лорд Хью Тристрам Бересфорд (1 октября 1908 — 23 мая 1941), который погиб неженатым во время службы в Королевском флоте. Утонул на корабле HMS Келли к югу от Крита.

После смерти лорда Уотерфорда Беатрикс в августе 1918 года снова вышла замуж Осборна Боклера, будущего 12-го герцога Сент-Олбанса (1874—1964) и стала леди Осборн Боклерк, но была более известна как Беатрикс Боклерк. Она стала герцогиней Сент- Олбанс, когда её муж, лорд Осборн Боклерк, унаследовал герцогский титул в 1934 году.